# James Doohan
James Montgomery Doohan (3. března 1920 Vancouver, Kanada – 20. července 2005 Redmond, Washington, USA) byl kanadský herec.
Za druhé světové války působil v kanadské armádě, jeho prvním bojovým nasazením bylo vylodění v Normandii na Juno Beach. Po ukončení války a návratu do Ameriky se začal zajímat o herectví, ve druhé polovině 40. let účinkoval v rozhlasových hrách. Začal vystupovat i v televizi, přičemž od poloviny 50. let byl již obsazován pravidelně.
Jeho nejznámější rolí je postava Montgomeryho Scotta, šéfinženýra hvězdné lodi USS Enterprise ve sci-fi seriálu Star Trek (1966–1969). Doohan se podílel jako dabér i na animovaném seriálu Star Trek (1973–1974), kde kromě Scotta a mnoha epizodních postav nadaboval i poručíka Arexe. Šéfinženýra Scotta hrál James Doohan i v prvních sedmi filmech ze světa Star Treku (1979–1994) a v jedné epizodě seriálu Star Trek: Nová generace („Host“; 1992).
V pozdním věku trpěl Doohan Parkinsonovou nemocí, cukrovkou a plicní fibrózou, v roce 2004 mu byla diagnostikována Alzheimerova choroba. Zemřel 20. července 2005 ve svém domě, příčinou úmrtí byla pneumonie a Alzheimerova choroba.
Sedm gramů jeho popela bylo na jeho přání vyneseno do vesmíru při čtyřminutovém suborbitálním letu SpaceLoft XL SL-2 dne 28. dubna 2007, přičemž modul s ostatky přibližně dvou set další lidí poté plánovaně přistál na Zemi. Jeho popel měl být následně vynesen na nízkou oběžnou dráhu v raketě Falcon 1 dne 3. srpna 2008, která ale explodovala dvě minuty po startu. Většina jeho popela byla rozptýlena do Pugetova zálivu ve státě Washington. Dne 22. května 2012 byla malá urna se zbytkem Doohanova popela a ostatky další přibližně 300 lidí vynesena na oběžnou dráhu v kosmické lodi Dragon při letu COTS Demo Flight 2.
Má hvězdu na Hollywoodském chodníku slávy.